# Wexford Festival Opera
Le Wexford Festival Opera (en irlandais : Féile Ceoldráma Loch Garman), est un festival d'opéra annuel qui a lieu dans la ville de Wexford, une ville du sud-est de l'Irlande.

## Le festival
Le festival, qui se déroule pendant les mois d'octobre et de novembre, comprend de nombreuses œuvres inconnues de compositeurs célèbres (par exemple, Aroldo de Verdi). 
Auparavant au Theatre Royal, il se déroule depuis 2005 au National Opera House. 

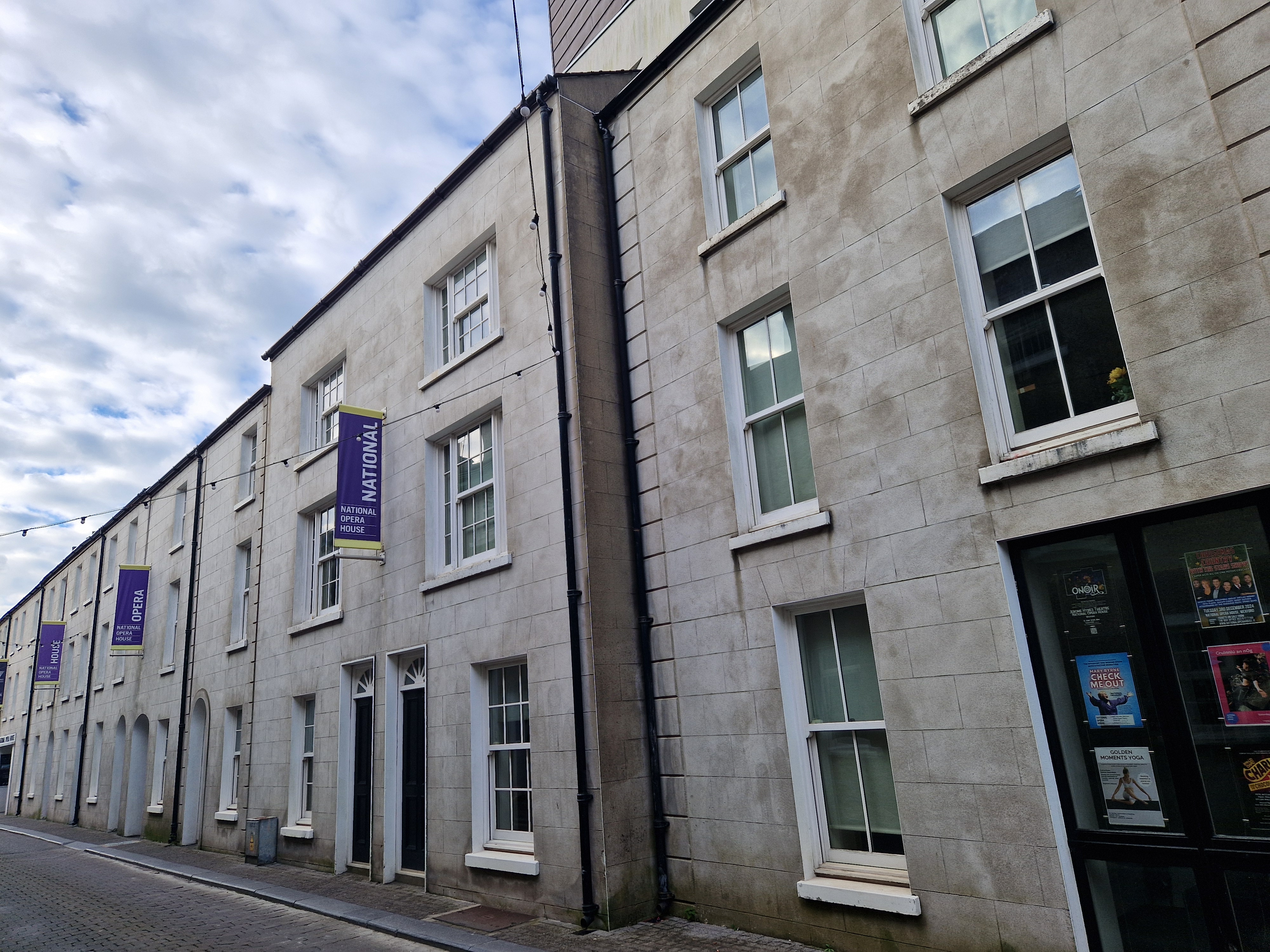
Le National Opera House.

David Agler est devenu la même année directeur artistique choisissant les programmes. Il s'agit d'un chef d'orchestre américain qui a précédemment occupé le poste de directeur musical de l'Opéra de Vancouver et a été chef d'orchestre permanent à l'Opéra de San Francisco. Il a intutué deux innovations, l'idée originale des "Scènes d'opéra", est le concept de "mini-opéra", qui présente les œuvres les plus courantes dans des versions condensées, les deux développées avec succès. Il a quitté son poste en 2019.
Depuis 2020, c'est Rosetta Cucchi qui lui succède en tant que directrice artistique. Musicienne et metteuse en scène de renom, elle a fait ses études au Conservatoire Rossini de Pesaro et de Bologne, et elle a dirigé des compagnies d'opéra dans le monde entier.

## Productions
| Année | Opéra                                                                                  | Compositeur                                              | Langue                                                   | Première                                                 | Chef d'orchestre                                         | Metteur en scène                                         | Équipe                                                   | Chanteur (sélection)                                                                              |
| ----- | -------------------------------------------------------------------------------------- | -------------------------------------------------------- | -------------------------------------------------------- | -------------------------------------------------------- | -------------------------------------------------------- | -------------------------------------------------------- | -------------------------------------------------------- | ------------------------------------------------------------------------------------------------- |
| 1951  | The Rose of Castille                                                                   | Balfe                                                    | anglais                                                  | 1857                                                     | Dermot O’Hara                                            | Powell Lloyd                                             |                                                          | Murray Dickie                                                                                     |
| 1952  | L'elisir d'amore                                                                       | Donizetti                                                | italien                                                  | 1832                                                     | Dermot O’Hara                                            | Peter Ebert                                              | Joseph Carl                                              | Nicola Monti                                                                                      |
| 1953  | Don Pasquale                                                                           | Donizetti                                                | italien                                                  | 1843                                                     | Bryan Balkwill                                           | Peter Ebert                                              | Joseph Carl                                              | Afro Poli, Nicola Monti                                                                           |
| 1954  | La sonnambula                                                                          | Bellini                                                  | italien                                                  | 1831                                                     | Bryan Balkwill                                           | Peter Ebert                                              | Joseph Carl                                              | Marilyn Cotlow, Nicola Monti                                                                      |
| 1955  | Der Wildschütz                                                                         | Albert Lortzing                                          | allemand                                                 | 1842                                                     | Hans Gierster                                            | Anthony Besch                                            | Peter Rice                                               | Heather Harper, Thomas Hemsley                                                                    |
| 1955  | Manon Lescaut                                                                          | Puccini                                                  | italien                                                  | 1893                                                     | Bryan Balkwill                                           | Anthony Besch                                            | Peter Rice                                               |                                                                                                   |
| 1956  | La Cenerentola                                                                         | Rossini                                                  | italien                                                  | 1817                                                     | Bryan Balkwill                                           | Peter Ebert                                              | Joseph Carl                                              | Patricia Kern, Nicola Monti                                                                       |
| 1956  | Martha                                                                                 | Flotow                                                   | allemand                                                 | 1847                                                     | Bryan Balkwill                                           | Peter Potter                                             | Joseph Carl                                              | Josef Traxel, Constance Shacklock                                                                 |
| 1957  | La figlia del reggimento (La Fille du régiment)                                        | Donizetti                                                | français                                                 | 1840                                                     | Bryan Balkwill                                           | Peter Ebert                                              | Joseph Carl                                              | Graziella Sciutti, Geraint Evans, Patricia Kern                                                   |
| 1957  | L'italiana in Algeri                                                                   | Rossini                                                  | italien                                                  | 1813                                                     | Bryan Balkwill                                           | Peter Ebert                                              | Joseph Carl                                              | Paolo Montarsolo, Patricia Kern                                                                   |
| 1958  | Anna Bolena                                                                            | Donizetti                                                | italien                                                  | 1830                                                     | Bryan Balkwill                                           | Peter Potter                                             | Michael Eve                                              | Fiorenza Cossotto, Patricia Kern                                                                  |
| 1958  | I due Foscari                                                                          | Verdi                                                    | italien                                                  | 1844                                                     | Bryan Balkwill                                           | Peter Ebert                                              | Reginald Woolley                                         |                                                                                                   |
| 1959  | La gazza ladra (La Pie voleuse)                                                        | Rossini                                                  | italien                                                  | 1817                                                     | John Pritchard                                           | Peter Potter                                             | Osbert Lancaster                                         | Janet Baker, Mariella Adani, Elizabeth Bainbridge, Nicola Monti                                   |
| 1959  | Aroldo                                                                                 | Verdi                                                    | italien                                                  | 1857                                                     | Charles Mackerras                                        | Frans Boerlage                                           | Micheál Mac Liammóir                                     | Aldo Protti, Elizabeth Bainbridge                                                                 |
| 1960  | Pas de festival, le théâtre était fermé pour rénovation.                               | Pas de festival, le théâtre était fermé pour rénovation. | Pas de festival, le théâtre était fermé pour rénovation. | Pas de festival, le théâtre était fermé pour rénovation. | Pas de festival, le théâtre était fermé pour rénovation. | Pas de festival, le théâtre était fermé pour rénovation. | Pas de festival, le théâtre était fermé pour rénovation. | Pas de festival, le théâtre était fermé pour rénovation.                                          |
| 1961  | Ernani                                                                                 | Verdi                                                    | italien                                                  | 1844                                                     | Bryan Balkwill                                           | Peter Ebert                                              | Reginald Woolley                                         |                                                                                                   |
| 1961  | Mireille                                                                               | Gounod                                                   | français                                                 | 1864                                                     | Michael Moores                                           | Anthony Besch                                            | Osbert Lancaster                                         | Alain Vanzo                                                                                       |
| 1962  | L'amico Fritz                                                                          | Mascagni                                                 | italien                                                  | 1891                                                     | Antonio Tonini                                           | Michael Hadjimischev                                     | Reginald Woolley                                         | Bernadette Greevy, Nicola Monti                                                                   |
| 1962  | I puritani                                                                             | Bellini                                                  | italien                                                  | 1835                                                     | Gunnar Staern                                            | Peter Ebert                                              | Reginald Woolley                                         | Mirella Freni                                                                                     |
| 1963  | Don Pasquale                                                                           | Donizetti                                                | italien                                                  | 1843                                                     | Antonio de Almeida                                       | Michael Hadjimischev                                     | Anna Hadjimischev                                        | Margherita Rinaldi                                                                                |
| 1963  | La Gioconda                                                                            | Ponchielli                                               | italien                                                  | 1876                                                     | Gunnar Staern                                            | Peter Ebert                                              | Reginald Woolley                                         |                                                                                                   |
| 1964  | Lucia di Lammermoor                                                                    | Donizetti                                                | italien                                                  | 1835                                                     | Antonio de Almeida                                       | Michel Crochot                                           | Reginald Woolley                                         | Giacomo Aragall                                                                                   |
| 1964  | Il conte Ory (Le Comte Ory)                                                            | Rossini                                                  | français                                                 | 1828                                                     | Gunnar Staern                                            | Peter Ebert                                              | Reginald Woolley                                         |                                                                                                   |
| 1964  | Much Ado About Nothing (en)                                                            | Stanford                                                 | anglais                                                  | 1901                                                     | Courtney Kenny                                           | Peter Ebert                                              | Reginald Woolley                                         |                                                                                                   |
| 1965  | Don Quichotte                                                                          | Massenet                                                 | français                                                 | 1910                                                     | Albert Rosen                                             | Carl Ebert                                               | Reginald Woolley                                         |                                                                                                   |
| 1965  | La traviata                                                                            | Verdi                                                    | italien                                                  | 1853                                                     | Gunnar Staern                                            | Peter Ebert                                              | Reginald Woolley                                         | Philip Langridge                                                                                  |
| 1965  | La finta giardiniera                                                                   | Mozart                                                   | italien                                                  | 1775                                                     | Gunnar Staern                                            | Peter Ebert                                              | Judith Ebert                                             | Mattiwilda Dobbs                                                                                  |
| 1966  | Fra Diavolo                                                                            | Auber                                                    | français                                                 | 1830                                                     | Myer Fredman                                             | Dennis Maunder                                           | Reginald Woolley                                         |                                                                                                   |
| 1966  | Lucrezia Borgia                                                                        | Donizetti                                                | italien                                                  | 1833                                                     | Albert Rosen                                             | Frith Banbury                                            | Reginald Woolley                                         |                                                                                                   |
| 1967  | Otello                                                                                 | Rossini                                                  | italien                                                  | 1816                                                     | Albert Rosen                                             | Anthony Besch                                            | John Stoddart                                            |                                                                                                   |
| 1967  | Roméo et Juliette                                                                      | Gounod                                                   | français                                                 | 1867                                                     | David Lloyd-Jones                                        | John Cox                                                 | Patrick Murray                                           | Richard Van Allan                                                                                 |
| 1968  | La clemenza di Tito                                                                    | Mozart                                                   | italien                                                  | 1791                                                     | Theodor Guschlbauer                                      | John Copley                                              | Michael Waller                                           |                                                                                                   |
| 1968  | La Jolie Fille de Perth                                                                | Bizet                                                    | français                                                 | 1867                                                     | David Lloyd-Jones                                        | Pauline Grant                                            | Robin Archer                                             | Roger Soyer                                                                                       |
| 1968  | L'equivoco stravagante                                                                 | Rossini                                                  | italien                                                  | 1811                                                     | Aldo Ceccato                                             | John Cox                                                 | John Stoddart                                            | Richard Van Allan                                                                                 |
| 1969  | L'infedeltà delusa (en)                                                                | Haydn                                                    | italien                                                  | 1773                                                     | David Lloyd-Jones                                        | John Copley                                              | John Fraser                                              | Eugenia Ratti, Jill Gomez (en)                                                                    |
| 1969  | Luisa Miller                                                                           | Verdi                                                    | italien                                                  | 1849                                                     | Myer Fredman                                             | John Cox                                                 | Bernard Culshaw                                          | Bernadette Greevy                                                                                 |
| 1970  | Albert Herring                                                                         | Benjamin Britten                                         | anglais                                                  | 1947                                                     | David Atherton                                           | Michael Geliot                                           | Jane Bond                                                | Alan Opie                                                                                         |
| 1970  | Lakmé                                                                                  | Léo Delibes                                              | français                                                 | 1833                                                     | David Lloyd-Jones                                        | Michael Hadjimischev                                     | John Fraser                                              | Christiane Eda-Pierre                                                                             |
| 1970  | L'inganno felice                                                                       | Rossini                                                  | italien                                                  | 1812                                                     | David Atherton                                           | Patrick Libby                                            | John Fraser                                              | Jill Gomez                                                                                        |
| 1970  | Il giovedì grasso                                                                      | Donizetti                                                | italien                                                  | 1829                                                     | David Atherton                                           | Patrick Libby                                            | John Fraser                                              | Jill Gomez                                                                                        |
| 1971  | Les Pêcheurs de perles                                                                 | Bizet                                                    | français                                                 | 1863                                                     | Guy Barbier                                              | Michael Geliot                                           | Roger Butlin / Jane Bond                                 | Christiane Eda-Pierre                                                                             |
| 1971  | La rondine                                                                             | Puccini                                                  | italien                                                  | 1917                                                     | Myer Fredman                                             | Anthony Besch                                            | John Stoddart                                            | Thomas Lawlor                                                                                     |
| 1971  | Il re pastore                                                                          | Mozart                                                   | italien                                                  | 1775                                                     | Kenneth Montgomery                                       | John Cox                                                 | Elizabeth Dalton                                         | Norma Burrowes                                                                                    |
| 1972  | Oberon                                                                                 | Weber                                                    | anglais                                                  | 1826                                                     | Kenneth Montgomery                                       | Anthony Besch                                            | Adam Pollock                                             |                                                                                                   |
| 1972  | Il pirata                                                                              | Bellini                                                  | italien                                                  | 1827                                                     | Leone Magiera                                            | Michael Geliot                                           | Jane Venables                                            | Christiane Eda-Pierre                                                                             |
| 1972  | Katja Kabanova                                                                         | Janáček                                                  | tchèque                                                  | 1921                                                     | Albert Rosen                                             | David Pountney                                           | Sue Blane/ Maria Björnson                                | Ivo Žídek                                                                                         |
| 1973  | Ivan Susanin (Une vie pour le tsar)                                                    | Glinka                                                   | russe                                                    | 1836                                                     | Guy Barbier                                              | Michael Hadjimischev                                     | Sue Blane                                                | Matti Salminen, Dennis O’Neill                                                                    |
| 1973  | Le Joueur                                                                              | Prokofiev                                                | russe                                                    | 1929                                                     | Albert Rosen                                             | David Pountney                                           | Maria Björnson                                           | Joseph Rouleau, Dennis O’Neill, Richard Stilgoe                                                   |
| 1973  | L'ajo nell'imbarazzo                                                                   | Donizetti                                                | italien                                                  | 1824                                                     | Kenneth Montgomery                                       | Patrick Libby                                            | Adam Pollock                                             | Richard Stilgoe                                                                                   |
| 1974  | Medea in Corinto (de)                                                                  | Mayr                                                     | italien                                                  | 1813                                                     | Roderick Bryden                                          | Adrian Slack                                             | David Fielding                                           | Margreta Elkins                                                                                   |
| 1974  | Thaïs                                                                                  | Massenet                                                 | français                                                 | 1894                                                     | Jacques Delacôte                                         | Jeremy Sutcliffe                                         | John Fraser                                              | Ann Murray, Jill Gomez                                                                            |
| 1974  | Der Barbier von Bagdad (Le Barbier de Bagdad)                                          | Cornelius                                                | allemand                                                 | 1858                                                     | Albert Rosen                                             | Wolf Siegfried Wagner                                    | Dacre Punt / Alex Reid                                   |                                                                                                   |
| 1975  | Eritrea                                                                                | Cavalli                                                  | italien                                                  | 1652                                                     |                                                          | Ian Strasfogel                                           | Franco Colavecchia                                       | Paul Esswood, Philip Langridge, Ann Murray                                                        |
| 1975  | Le Roi d'Ys                                                                            | Lalo                                                     | français                                                 | 1888                                                     | Jean Perrison                                            | Jean Claude Auvray                                       | Bernard Arnould                                          | Gillian Knight                                                                                    |
| 1975  | La pietra del paragone                                                                 | Rossini                                                  | italien                                                  | 1812                                                     | Roderick Bryden                                          | Adrian Slack                                             | John Bury                                                | Eric Garrett                                                                                      |
| 1976  | Giovanna d'Arco                                                                        | Verdi                                                    | italien                                                  | 1845                                                     | James Judd                                               | Jeremy Sutcliffe                                         | David Fielding                                           |                                                                                                   |
| 1976  | Die lustigen Weiber von Windsor                                                        | Nicolai                                                  | allemand                                                 | 1849                                                     | Leonard Hancock                                          | Patrick Libby                                            | Adam Pollock                                             | Michael Langdon, Alan Opie                                                                        |
| 1976  | The Turn of the Screw                                                                  | Britten                                                  | anglais                                                  | 1954                                                     | Albert Rosen                                             | Adrian Slack                                             | David Fielding                                           | Jane Manning                                                                                      |
| 1977  | Hérodiade                                                                              | Massenet                                                 | français                                                 | 1882                                                     | Henri Gallois                                            | Julian Hope                                              | Roger Butlin                                             | Malcolm Donnelly, Bernadette Greevy, Bonaventura Bottone                                          |
| 1977  | Orfeo ed Euridice                                                                      | Gluck                                                    | italien                                                  | 1762                                                     | Jane Glover                                              | Wolf Siegfried Wagner                                    | Dacre Punt / Alex Reid                                   | Jennifer Smith                                                                                    |
| 1977  | Il maestro di cappella                                                                 | Cimarosa                                                 | italien                                                  | 1793?                                                    | James Judd                                               | Sesto Bruscantini                                        | Tim Reed                                                 | Sesto Bruscantini                                                                                 |
| 1977  | La serva e l’ussero                                                                    | Ricci, L.                                                | italien                                                  | 1836                                                     | James Judd                                               | Sesto Bruscantini                                        | Tim Reed                                                 | Sesto Bruscantini, Bonaventura Bottone                                                            |
| 1977  | La serva padrona                                                                       | Pergolèse                                                | italien                                                  | 1733                                                     | James Judd                                               | Sesto Bruscantini                                        | Tim Reed                                                 | Sesto Bruscantini                                                                                 |
| 1978  | Tiefland                                                                               | Eugen d’Albert                                           | allemand                                                 | 1903                                                     | Henri Gallois                                            | Julian Hope                                              | Roger Butlin                                             | Malcolm Donnelly, Bonaventura Bottone                                                             |
| 1978  | Il mondo della luna                                                                    | Haydn                                                    | italien                                                  | 1777                                                     | James Judd                                               | Adrian Slack                                             | Axel Bartz                                               | Dennis O’Neill                                                                                    |
| 1978  | Dvě vdovy (cs)                                                                         | Smetana                                                  | tchèque                                                  | 1874                                                     | Albert Rosen                                             | David Pountney                                           | Sue Blane                                                | Felicity Palmer, Joseph Rouleau, Bonaventura Bottone                                              |
| 1979  | L'amore dei tre re                                                                     | Montemezzi                                               | italien                                                  | 1913                                                     | Pinchas Steinberg                                        | Stewart Trotter                                          | Douglas Heap                                             | Bonaventura Bottone                                                                               |
| 1979  | La Vestale                                                                             | Spontini                                                 | italien                                                  | 1807                                                     | Matthias Bamert                                          | Julian Hope                                              | Roger Butlin / Sue Blane                                 |                                                                                                   |
| 1979  | Crispino e la comare                                                                   | Ricci, F. & L.                                           | italien                                                  | 1850                                                     | James Judd                                               | Sesto Bruscantini                                        | Tim Reed                                                 | Lucia Aliberti, Sesto Bruscantini, Bonaventura Bottone                                            |
| 1980  | Edgar                                                                                  | Puccini                                                  | italien                                                  | 1889                                                     | Robin Stapleton                                          | Roger Chapman                                            | Douglas Heap/ Jane Law                                   |                                                                                                   |
| 1980  | Orlando                                                                                | Händel                                                   | italien                                                  | 1733                                                     | James Judd                                               | Wilfred Judd                                             | Kandis Cook/ Alison Meacher                              | Lesley Garrett, Bernadette Greevy                                                                 |
| 1980  | Of Mice and Men (en)                                                                   | Floyd                                                    | anglais                                                  | 1970                                                     | John DeMain                                              | Stewart Trotter                                          | John Cervenka                                            |                                                                                                   |
| 1981  | I gioielli della Madonna                                                               | Wolf-Ferrari                                             | italien                                                  | 1911                                                     | Colman Pearce                                            | Graham Vick (en)                                         | Russell Craig                                            |                                                                                                   |
| 1981  | Zaide                                                                                  | Mozart                                                   | allemand                                                 | 1780                                                     | Nicholas Cleobury                                        | Timothy Tyrrel                                           | Dermot Hayes                                             | Neil Mackie, Lesley Garrett, Ulrik Cold                                                           |
| 1981  | Un giorno di regno                                                                     | Verdi                                                    | italien                                                  | 1840                                                     | James Judd                                               | Sesto Bruscantini                                        | Tim Reed                                                 | Angela Feeney, Lucia Aliberti, Sesto Bruscantini                                                  |
| 1982  | Sakùntala (it)                                                                         | Franco Alfano                                            | italien                                                  | 1921                                                     | Albert Rosen                                             | Nicholas Hytner                                          | David Fielding                                           |                                                                                                   |
| 1982  | L’isola disabitata                                                                     | Haydn                                                    | italien                                                  | 1779                                                     | Newell Jenkins                                           | Guus Mostart                                             | John Otto                                                | Bernadette Greevy                                                                                 |
| 1982  | Grisélidis                                                                             | Massenet                                                 | français                                                 | 1891                                                     | Robin Stapleton                                          | Steven Pimlott                                           | Ariane Gastambide                                        | Sergei Leiferkus                                                                                  |
| 1983  | Hans Heiling                                                                           | Heinrich Marschner                                       | allemand                                                 | 1833                                                     | Albert Rosen                                             | Steven Pimlott                                           | David Fielding                                           | Sergei Leiferkus                                                                                  |
| 1983  | La vedova scaltra                                                                      | Wolf-Ferrari                                             | italien                                                  | 1931                                                     | Yan Pascal Tortelier                                     | Charles Hamilton                                         | Tim Reed                                                 | Jill Gomez                                                                                        |
| 1983  | Linda di Chamounix                                                                     | Donizetti                                                | italien                                                  | 1842                                                     | Gabriele Bellini                                         | Julian Hope                                              | Annena Stubbs                                            | Lucia Aliberti                                                                                    |
| 1984  | Le Jongleur de Notre-Dame                                                              | Massenet                                                 | français                                                 | 1902                                                     | Yan Pascal Tortelier                                     | Stefan Janski                                            | Johan Engels                                             | Patrick Power, Sergei Leiferkus                                                                   |
| 1984  | Le astuzie femminili                                                                   | Cimarosa                                                 | italien                                                  | 1794                                                     | György Fischer                                           | Andy Hinds                                               | John McMurray                                            | Susanna Rigacci, Raúl Giménez                                                                     |
| 1984  | Hubička (cs)                                                                           | Smetana                                                  | tchèque                                                  | 1876                                                     | Albert Rosen                                             | Toby Robertson                                           | Bernard Culshaw                                          | John Ayldon                                                                                       |
| 1985  | Ariodante                                                                              | Händel                                                   | italien                                                  | 1735                                                     | Alan Curtis                                              | Guus Mostart                                             | John Otto                                                | Raúl Giménez, Bernadette Greevy                                                                   |
| 1985  | Grandeur et décadence de la ville de Mahagonny (Aufstieg und Fall der Stadt Mahagonny) | Weill                                                    | allemand                                                 | 1930                                                     | Simon Joly                                               | Declan Donnellan                                         | John Ormerod                                             |                                                                                                   |
| 1985  | La Wally                                                                               | Catalani                                                 | italien                                                  | 1892                                                     | Albert Rosen                                             | Stefan Janski                                            | Marie-Jeanne Lecca                                       |                                                                                                   |
| 1986  | Königskinder                                                                           | Humperdinck                                              | allemand                                                 | 1897                                                     | Albert Rosen                                             | Michael McCaffrey                                        | Di Seymour                                               | William Lewis, Sergei Leiferkus                                                                   |
| 1986  | Tancredi                                                                               | Rossini                                                  | italien                                                  | 1813                                                     | Arnold Östman                                            | Michael Beauchamp                                        | William Passmore (chanteur)                              | Bruce Ford                                                                                        |
| 1986  | Mignon                                                                                 | Thomas                                                   | français                                                 | 1866                                                     | Yan Pascal Tortelier                                     | Richard Jones                                            | Richard Hudson                                           |                                                                                                   |
| 1987  | Cendrillon                                                                             | Massenet                                                 | français                                                 | 1899                                                     | Stéphane Cardon                                          | Seamus McGrenera                                         | Tim Reed                                                 |                                                                                                   |
| 1987  | La cena delle beffe                                                                    | Giordano                                                 | italien                                                  | 1924                                                     | Albert Rosen                                             | Patrick Mason                                            | Joe Vaněk                                                | Alessandra Marc, Fabio Armiliato, Miriam Gauci, Mikhail Krutikov                                  |
| 1987  | La straniera                                                                           | Bellini                                                  | italien                                                  | 1829                                                     | Jan Latham-Koenig                                        | Robert Carsen                                            | Russell Craig                                            | Mikhail Svetlov (Krutikov)                                                                        |
| 1988  | Čert a Káča                                                                            | Dvořák                                                   | tchèque                                                  | 1899                                                     | Albert Rosen                                             | Francesca Zambello (en)                                  | Neil Peter Jampolis                                      |                                                                                                   |
| 1988  | Don Giovanni                                                                           | Gazzaniga                                                | italien                                                  | 1787                                                     | Simon Joly                                               | Patrick Mason                                            | Joe Vaněk                                                | Norman Bailey                                                                                     |
| 1988  | Turandot                                                                               | Busoni                                                   | italien                                                  | 1917                                                     | Simon Joly                                               | Patrick Mason                                            | Joe Vaněk                                                | Norman Bailey                                                                                     |
| 1988  | Elisa e Claudio                                                                        | Mercadante                                               | italien                                                  | 1821                                                     | Marco Guidarini                                          | David Fielding                                           | David Fielding/ Bettina Munzer                           |                                                                                                   |
| 1989  | Der Templer und die Jüdin                                                              | Heinrich Marschner                                       | allemand                                                 | 1829                                                     | Albert Rosen                                             | Francesca Zambello                                       | Bettina Munzer                                           | William Stone, Greer Grimsley                                                                     |
| 1989  | Mitridate, re di Ponto                                                                 | Mozart                                                   | italien                                                  | 1770                                                     | Marco Guardarini                                         | Lucy Bailey                                              | Peter J Davison                                          | Patricia Rozario                                                                                  |
| 1989  | Die Verlobung im Kloster                                                               | Prokofiev                                                | russe                                                    | 1946                                                     | František Vajnar                                         | Patrick Mason                                            | Joe Vaněk                                                | Spiro Malas, Thomas Lawlor                                                                        |
| 1990  | Zazà (it)                                                                              | Leoncavallo                                              | italien                                                  | 1900                                                     | Bruno Rigacci                                            | Jamie Hayes                                              | Ruari Murchison                                          | Wojciech Drabowicz                                                                                |
| 1990  | The Rising of the Moon                                                                 | Nicholas Maw                                             | anglais                                                  | 1970                                                     | Simon Joly                                               | Ceri Sherlock                                            | Richard Aylwin                                           | Elizabeth Bainbridge, Thomas Lawlor                                                               |
| 1990  | La Dame blanche                                                                        | Boieldieu                                                | français                                                 | 1825                                                     | Emmanuel Joel                                            | Jean-Claude Auvray                                       | Kenny MacLellan                                          | Gillian Knight                                                                                    |
| 1991  | L'assedio di Calais                                                                    | Donizetti                                                | italien                                                  | 1836                                                     | Evelino Pidò                                             | Francesca Zambello                                       | Alison Chitty                                            | Frank Kelley                                                                                      |
| 1991  | Der Widerspenstigen Zähmung                                                            | Goetz                                                    | allemand                                                 | 1874                                                     | Oliver von Dohnányi                                      | John Lloyd-Davies                                        | John Lloyd-Davies                                        | Stefan Margita, Frank Kelley                                                                      |
| 1991  | La Rencontre imprévue                                                                  | Gluck                                                    | français                                                 | 1764                                                     | Richard Hickox                                           | Jamie Hayes                                              | Ruari Murchison                                          | Paul Austin Kelly                                                                                 |
| 1992  | Il piccolo Marat                                                                       | Mascagni                                                 | italien                                                  | 1921                                                     | Albert Rosen                                             | Stephen Medcalf                                          | Charles Edwards                                          |                                                                                                   |
| 1992  | Gli equivoci                                                                           | Storace                                                  | italien                                                  | 1786                                                     | Mark Shanahan                                            | Giles Havergal                                           | Russell Craig                                            |                                                                                                   |
| 1992  | Der Vampyr                                                                             | Heinrich Marschner                                       | allemand                                                 | 1827                                                     | Guido Johannes Rumstadt                                  | Jean-Claude Auvray                                       | Kenny MacLellan                                          |                                                                                                   |
| 1993  | Pantöffelchen (Les Souliers de la reine)                                               | Tchaïkovski                                              | russe                                                    | 1885                                                     | Alexander Anissimov                                      | Francesca Zambello                                       | Bruno Schwengl                                           | Vladimir Matorin                                                                                  |
| 1993  | Il barbiere di Siviglia                                                                | Paisiello                                                | italien                                                  | 1782                                                     | Carla Delfrate                                           | Lucy Bailey                                              | Simon Vincenzi                                           |                                                                                                   |
| 1993  | Zampa                                                                                  | Hérold                                                   | français                                                 | 1831                                                     | Yves Abel                                                | Tim Hopkins                                              | Charles Edwards                                          | Mary Mills                                                                                        |
| 1994  | Demon                                                                                  | Rubinstein                                               | russe                                                    | 1875                                                     | Alexander Anissimov                                      | Yefim Maizel                                             | Paul Steinberg                                           |                                                                                                   |
| 1994  | La Bohème                                                                              | Leoncavallo                                              | italien                                                  | 1897                                                     | Albert Rosen                                             | Reto Nickler                                             | Russell Craig                                            |                                                                                                   |
| 1994  | Das Liebesverbot                                                                       | Wagner                                                   | allemand                                                 | 1836                                                     | Yves Abel                                                | Dieter Kaegi                                             | Bruno Schwengel                                          | Gidon Saks, Peter Svensson                                                                        |
| 1995  | Iris                                                                                   | Mascagni                                                 | italien                                                  | 1898                                                     | Bruno Aprea                                              | Lorenzo Mariani                                          | Maurizio Balò                                            |                                                                                                   |
| 1995  | Saffo                                                                                  | Pacini                                                   | italien                                                  | 1840                                                     | Maurizio Benini                                          | Beni Montressor                                          | Beni Montressor                                          |                                                                                                   |
| 1995  | Die Mainacht                                                                           | Rimski-Korsakov                                          | russe                                                    | 1880                                                     | Iourovski                                                | Stephen Medcalf                                          | Francis O’Connor                                         | Vladimir Matorin                                                                                  |
| 1996  | Parisina                                                                               | Donizetti                                                | italien                                                  | 1833                                                     | Maurizio Benini                                          | Stefano Vizioli                                          | Ulderico Manani                                          | Alexandrina Pendatchanska                                                                         |
| 1996  | L'Étoile du Nord                                                                       | Meyerbeer                                                | français                                                 | 1854                                                     | Wladimir Jurowski                                        | Denis Krief                                              | Denis Krief                                              | Juan Diego Flórez, Elizabeth Futral                                                               |
| 1996  | Šárka                                                                                  | Fibich                                                   | tchèque                                                  | 1897                                                     | David Agler                                              | Inga Levant                                              | Charles Edwards/ Brigitte Reiffenstuel                   |                                                                                                   |
| 1997  | La Roussalka (en)                                                                      | Dargomyjski                                              | russe                                                    | 1856                                                     | Paul Mägi                                                | Dimitri Bertmann                                         | Igor Nezny/ Tatyana Tulubieva                            | Alessandro Safina                                                                                 |
| 1997  | La fiamma                                                                              | Respighi                                                 | italien                                                  | 1934                                                     | Enrique Mazzola                                          | Franco Ripa di Meana                                     | Edoardo Sanchi                                           |                                                                                                   |
| 1997  | Elena da Feltre                                                                        | Mercadante                                               | italien                                                  | 1839                                                     | Maurizio Benini                                          | Sonja Frisell                                            | Marouan Dib                                              |                                                                                                   |
| 1998  | Fosca                                                                                  | Gomes                                                    | italien                                                  | 1873                                                     | Alexander Anissimov                                      | Giovanni Agostinucci                                     | Giovanni Agostinucci                                     | Fernando del Valle                                                                                |
| 1998  | Šarlatán                                                                               | Haas                                                     | tchèque                                                  | 1938                                                     | Israel Yinon                                             | John Abulafia                                            | Fotini Dimou                                             |                                                                                                   |
| 1998  | I cavalieri di Ekebù                                                                   | Riccardo Zandonai                                        | italien                                                  | 1925                                                     | Daniele Callegari                                        | Gabriele Vacis                                           | Francesco Calcagnini/ Hilary Lewis                       | Joseph Calleja                                                                                    |
| 1999  | La Reine de Saba (Die Königin von Saba)                                                | Goldmark                                                 | allemand                                                 | 1875                                                     | Claude Schnitzler                                        | Patrick Mailler                                          | Massimo Gasparon                                         |                                                                                                   |
| 1999  | Straszny Dwór                                                                          | Moniuszko                                                | polonais                                                 | 1865                                                     | David Jones                                              | Michal Znaniecki                                         | Francesco Calcagnini                                     |                                                                                                   |
| 1999  | Siberia                                                                                | Giordano                                                 | italien                                                  | 1903                                                     | Daniele Callegari                                        | Fabio Sparvoli                                           | Giorgio Ricchelli/ Alessandra Torelli                    |                                                                                                   |
| 2000  | Orleanskaja deva (La Pucelle d'Orléans)                                                | Tchaïkovski                                              | russe                                                    | 1881                                                     | Daniele Callegari                                        | Massimo Gasparon                                         | Massimo Gasparon                                         | Ermonela Jaho                                                                                     |
| 2000  | Si j'étais roi                                                                         | Adolphe Adam                                             | français                                                 | 1852                                                     | David Agler                                              | Renaud Doucet                                            | André Barbe/ Huguette Barbe-Blanchard                    | Joseph Calleja                                                                                    |
| 2000  | Conchita                                                                               | Zandonai                                                 | italien                                                  | 1911                                                     | Marcello Rota                                            | Corrado d’Elia                                           | Fabrizio Palla/ Steve Almerighi                          |                                                                                                   |
| 2001  | Alessandro Stradella                                                                   | Flotow                                                   | allemand                                                 | 1844                                                     | Daniele Callegari                                        | Thomas de Mallet Burgess                                 | Julian McGowan                                           |                                                                                                   |
| 2001  | Jakobín                                                                                | Dvořák                                                   | tchèque                                                  | 1889                                                     | Alexandre Voloschuk                                      | Michael McCaffery                                        | Paul Edwards                                             | Markus Werba                                                                                      |
| 2001  | Sapho                                                                                  | Massenet                                                 | français                                                 | 1897                                                     | Jean-Luc Tingaud                                         | Fabio Sparvoli                                           | Giorgio Ricchelli/ Alessandra Torella                    | Ermonela Jaho                                                                                     |
| 2002  | Mirandolina                                                                            | Martinů                                                  | italien                                                  | 1959                                                     | Riccardo Frizza                                          | Paul Curran                                              | Kevin Knight                                             |                                                                                                   |
| 2002  | Il giuramento                                                                          | Mercadante                                               | italien                                                  | 1837                                                     | Paolo Arrivabene                                         | Joseph Rochlitz                                          | Lucia Goj/ Silvia Aymonino                               |                                                                                                   |
| 2002  | Manon Lescaut                                                                          | Auber                                                    | français                                                 | 1856                                                     | Jean-Luc Tingaud                                         | Jean-Phillippe Clarac/ Olivier Deloeuil                  | Greco                                                    | Ermonela Jaho                                                                                     |
| 2003  | Švanda dudák (Schwanda, der Dudelsackpfeifer)                                          | Weinberger                                               | tchèque                                                  | 1927                                                     | Julian Reynolds                                          | Damiano Michieletto                                      | Robin Rawstorne                                          |                                                                                                   |
| 2003  | Die drei Pintos                                                                        | Weber                                                    | allemand                                                 | 1888                                                     | Paolo Arrivabene                                         | Michal Znaniecki                                         | Kevin Knight                                             |                                                                                                   |
| 2003  | María del Carmen                                                                       | Granados                                                 | espagnol                                                 | 1898                                                     | Max Bragado-Darman                                       | Sergio Vela                                              | Cristiana Aureggi/ Violeta Rojas                         |                                                                                                   |
| 2004  | Prinzessin Brambilla                                                                   | Braunfels                                                | allemand                                                 | 1931                                                     | Danieli Belardinelli                                     | Rosetta Cucchi                                           | Maria Rosaria Tartaglia                                  |                                                                                                   |
| 2004  | La vestale (en)                                                                        | Mercadante                                               | italien                                                  | 1840                                                     | Paolo Arrivabene                                         | Thomas de Mallet Burgess                                 | Jamie Vartan                                             |                                                                                                   |
| 2004  | Eva                                                                                    | Foerster                                                 | tchèque                                                  | 1899                                                     | Jaroslav Kyzlink                                         | Paul Curran                                              | Paul Edwards                                             |                                                                                                   |
| 2005  | Pénélope                                                                               | Fauré                                                    | français                                                 | 1913                                                     | Jean-Luc Tingaud                                         | Renaud Doucet                                            | André Barbe                                              | Paul Carey Jones                                                                                  |
| 2005  | Susannah                                                                               | Floyd                                                    | anglais                                                  | 1955                                                     | Christopher Larkin                                       | John Fulljames                                           | Conor Murphy                                             | Simon O’Neill                                                                                     |
| 2005  | Maria di Rohan                                                                         | Donizetti                                                | italien                                                  | 1843                                                     | Roberto Polastri                                         | Charles Edwards                                          | Charles Edwards/ Brigitte Rieffenstuel                   | Eglise Gutiérrez, James Westman                                                                   |
| 2006  | Don Gregorio                                                                           | Donizetti                                                | italien                                                  | 1826                                                     | Michele Mariotti                                         | Roberto Recchia                                          | Ferdia Murphy                                            |                                                                                                   |
| 2006  | Transformations (en)                                                                   | Conrad Susa                                              | anglais                                                  | 1973                                                     | David Agler                                              | Michael Barker-Caven                                     | Joe Vaněk                                                |                                                                                                   |
| 2007  | Arlecchino oder Die Fenster (Arlecchino)                                               | Busoni                                                   | allemand                                                 | 1917                                                     | David Agler                                              | Lucio Dalla                                              | Italo Grassi                                             |                                                                                                   |
| 2007  | Rusalka                                                                                | Dvořák                                                   | tchèque                                                  | 1901                                                     | Dmitri Jurowski                                          | Lee Blakeley                                             | Joe Vaněk                                                | Kateřina Jalovcová, Bryan Hymel                                                                   |
| 2007  | Der Silbersee                                                                          | Weill                                                    | allemand                                                 | 1933                                                     | Timothy Redmond                                          | Keith Warner                                             | Jason Southgate                                          | Nigel Richards, Simon Gleeson, Anita Dobson, Paul Carey Jones                                     |
| 2008  | Tutti in maschera                                                                      | Pedrotti                                                 | italien                                                  | 1856                                                     | Leonardo Vordoni                                         | Rosetta Cucchi                                           | Federico Bianchi/ Claudia Pernigotti                     |                                                                                                   |
| 2008  | Schneeflöckchen (Snégourotchka)                                                        | Rimski-Korsakov                                          | russe                                                    | 1882                                                     | Dmitri Jurowski                                          | John Fulljames                                           | Dick Bird                                                | Natela Nicoli, Kateřina Jalovcová                                                                 |
| 2008  | The Mines of Sulphur                                                                   | Bennett                                                  | anglais                                                  | 1965                                                     | Stewart Robertson                                        | Michael Barker-Caven                                     | Joe Vaněk                                                | Krisztina Szabó                                                                                   |
| 2009  | Maria Padilla                                                                          | Donizetti                                                | italien                                                  | 1841                                                     | David Agler                                              | Marco Gandini                                            | Mauro Tinti                                              |                                                                                                   |
| 2009  | The Ghosts of Versailles                                                               | Corigliano                                               | anglais                                                  | 1991                                                     | Michael Christie                                         | James Robinson                                           | Allen Moyer/ James Schuette                              | Krisztina Szabó                                                                                   |
| 2009  | Une éducation manquée                                                                  | Chabrier                                                 | français                                                 | 1879                                                     | Christopher Franklin                                     | Roberto Recchia                                          | Lorenzo Cutùli/ Claudia Pernigotti                       |                                                                                                   |
| 2009  | La cambiale di matrimonio                                                              | Rossini                                                  | italien                                                  | 1810                                                     | Christopher Franklin                                     | Roberto Recchia                                          | Lorenzo Cutùli/ Claudia Pernigotti                       |                                                                                                   |
| 2010  | Virginia                                                                               | Mercadante                                               | italien                                                  | 1866                                                     | Carlos Izcaray                                           | Kevin Newbury                                            | Allen Moyer                                              |                                                                                                   |
| 2010  | The Golden Ticket                                                                      | Peter Ash (en)                                           | anglais                                                  | 2010                                                     | Timothy Redmond                                          | James Robinson                                           | Bruno Schwengl / Martin Pakledinaz                       | Frank Kelley                                                                                      |
| 2010  | Hubička (cs)                                                                           | Smetana                                                  | tchèque                                                  | 1876                                                     | Jaroslav Kyzlink                                         | Michael Gieleta                                          | James Macnamara / Fabio Toblini                          |                                                                                                   |
| 2011  | Maria                                                                                  | Statkowski                                               | polonais                                                 | 1906                                                     | Tomasz Tokarczyk                                         | Michael Gieleta                                          | James Macnamara / Fabio Toblini                          | Daria Masiero, Rafał Bartminski                                                                   |
| 2011  | Gianni di Parigi                                                                       | Donizetti                                                | italien                                                  | 1839                                                     | Giacomo Sagripanti                                       | Federico Grazzini                                        | Tiziano Santi/Valeria Donata Betella                     | Edgardo Rocha, Zuzana Markova                                                                     |
| 2011  | La Cour de Célimène                                                                    | Thomas                                                   | français                                                 | 1855                                                     | Carlos Izcaray                                           | Stephen Barlow                                           | Paul Edwards                                             | Claudia Boyle, John Molloy                                                                        |
| 2012  | L'Arlesiana                                                                            | Cilea                                                    | italien                                                  | 1897                                                     | David Angus                                              | Rosetta Cucchi                                           | Sarah Bacon, Claudia Pernigotti                          | Annunziata Vestri, Dimitry Golovnin                                                               |
| 2012  | Le Roi malgré lui                                                                      | Chabrier                                                 | français                                                 | 1887                                                     | Jean-Luc Tingaud                                         | Thaddeus Strassberger                                    | Kevin Knight / Mattie Ulrich                             | Luigi Boccia, Liam Bonner, Mathias Vidal                                                          |
| 2012  | A Village Romeo and Juliet                                                             | Delius                                                   | anglais                                                  | 1907                                                     | Rory Macdonald                                           | Stephen Medcalf                                          | Jamie Vartan                                             | John Bellemer, Jessica Muirhead                                                                   |
| 2013  | Il cappello di paglia di Firenze                                                       | Rota                                                     | italien                                                  | 1955                                                     | Sergio Alapont                                           | Andrea Cigni                                             | Lorenze Cutùli                                           | Fillipo Adami                                                                                     |
| 2013  | La Navarraise                                                                          | Massenet                                                 | français                                                 | 1894                                                     | David Agler                                              | Renaud Doucet                                            | André Barbe                                              | Nora Sourouzian, Philippe Do                                                                      |
| 2013  | Thérèse                                                                                | Massenet                                                 | français                                                 | 1907                                                     | David Agler                                              | Renaud Doucet                                            | André Barbe                                              | Nora Sourouzian, Philippe Do, Brian Mulligan                                                      |
| 2013  | Cristina, regina di Svezia                                                             | Foroni                                                   | italien                                                  | 1849                                                     | Andrew Greenwood                                         | Stephen Medcalf                                          | Jamie Vartan                                             | Helena Dix                                                                                        |
| 2014  | Salomé                                                                                 | Mariotte                                                 | français                                                 | 1908                                                     | David Angus                                              | Rosetta Cucchi                                           | Tiziano Santi / Claudia Pernigotti                       | Na'ma Goldman, Nora Sourouzian, Scot Wilde, Igor Golovatenko                                      |
| 2014  | Don Bucefalo                                                                           | Cagnoni                                                  | italien                                                  | 1847                                                     | Sergio Alapont                                           | Kevin Newbury                                            | Vita Tzykun / Jessica Jahn                               | Filippo Fontana, Marie-Eve Munger, Jennifer Davis                                                 |
| 2014  | Silent Night                                                                           | Puts                                                     | anglais, français, allemand                              | 2011                                                     | Michael Christie                                         | Tomer Zvulun                                             | Erhard Rom / Vita Tzykun                                 | Quentin Hayes, Chad Johnson                                                                       |
| 2015  | Koanga                                                                                 | Delius                                                   | anglais                                                  | 1896                                                     | Stephen Barlow                                           | Michael Gieleta                                          | James Macnamara                                          | Norman Garrett, Nozuko Teto, Christopher Robertson, Rachel Croash                                 |
| 2015  | Guglielmo Ratcliff                                                                     | Mascagni                                                 | italien                                                  | 1895                                                     | Francesco Cilluffo                                       | Fabio Ceresa                                             | Tiziano Santi                                            | Angelo Villari, Mariangela Sicilia, Annunziata Vestri, David Stout, Quentin Hayes, Sarah Richmond |
| 2015  | Le Pré aux clercs                                                                      | Hérold                                                   | français                                                 | 1832                                                     | Jean-Luc Tingaud                                         | Éric Ruf                                                 | Laurant Delvert                                          | Marie-Eve Munger, Marie Lenormand, Magali Simard-Galdès, Dominique Côté                           |
| 2016  | Vanessa                                                                                | Samuel Barber                                            | anglais                                                  | 1958                                                     | Timothy Myers                                            | Rodula Gaitanou                                          | Cordelia Chisholm                                        | Claire Rutter, Rosalind Plowright                                                                 |
| 2016  | Maria de Rudenz                                                                        | Donizetti                                                | italien                                                  | 1838                                                     | Andrew Greenwood                                         | Fabio Ceresa                                             | Gary McCann                                              | Gilda Fiume                                                                                       |
| 2016  | Herculanum                                                                             | Félicien David                                           | français                                                 | 1859                                                     | Jean-Luc Tingaud                                         | Stephen Medcalf                                          |                                                          | Andrew Haji, Olga Busuioc, Daniela Pini.                                                          |
| 2017  | Medea                                                                                  | Cherubini                                                | italien                                                  | 1797                                                     | Stephen Barlow                                           | Fiona Shaw                                               | —                                                        | Lise Davidsen, Raffaella Lupinacci, Adam Lau, Ruth Iniesta                                        |
| 2017  | Margherita                                                                             | Jacopo Foroni                                            | italien                                                  | 1848                                                     | Timothy Myers                                            | Michael Sturm                                            | —                                                        | Giuliana Gianfaldoni, Alessandra Volpe, Matteo d’Apolito, Andrew Stenson, Yuriy Yurchuk           |
| 2017  | Risurrezione                                                                           | Franco Alfano                                            | italien                                                  | 1904                                                     | Francesco Cilluffo                                       | Rosetta Cucchi                                           | Tiziano Santi                                            | Gerard Schneider, Anne Sophie Duprels                                                             |
| 2018  | L'oracolo et Mala vita                                                                 | Leoni et Giordano                                        | italien                                                  | 1905 et 1892                                             | Francesco Cilluffo                                       | —                                                        | —                                                        | Joo Won Kang, Elisabetta Farris, Sergio Escobar                                                   |
| 2018  | Il bravo                                                                               | Mercadante                                               | italien                                                  | 1839                                                     | Jonathan Brandani                                        | —                                                        | —                                                        | Ekaterina Bakanova, Yasko Sato, Rubens Pelizzari et Alessandro Luciano                            |
| 2018  | Dinner at Eight (en)                                                                   | Bolcom                                                   | anglais                                                  | 2017                                                     | David Agler                                              | Tomer Zvulun                                             | Alexander Dodge                                          | Mary Dunleavy, Susannah Biller, Brenda Harris                                                     |
| 2019  | The Veiled Prophet                                                                     | Stanford                                                 |                                                          |                                                          |                                                          |                                                          |                                                          |                                                                                                   |
| 2019  | Don Quichotte                                                                          | Massenet                                                 | français                                                 | 1904                                                     | Timothy Myers                                            | Rodula Gaitanou                                          | takis                                                    | Aigul Akhmetshina, Goderdzi Janelidze, Olafur Sigurdarson                                         |
| 2019  | Dorilla in Tempe                                                                       | Vivaldi                                                  | italien                                                  | 1726                                                     | Andrea Marchiol                                          | Fabio Ceresa                                             | Massimo Checchetto                                       |                                                                                                   |
| 2019  | La Cucina                                                                              | Andrew Synnott (en)                                      | italien                                                  | 2019                                                     | Michele Spotti                                           | Rosetta Cucchi                                           | Tiziano Santi                                            |                                                                                                   |
| 2021  | Ein Wintermärchen                                                                      | Goldmark                                                 | allemand                                                 | 1908                                                     | Marcus Bosch                                             | Dmitry Bertman                                           | Astrid Janson                                            | Sergei Radchenko ; Sophie Gordeladeze ; Deanna Breiwick                                           |
| 2021  | Le Songe d'une nuit d'été                                                              | Thomas                                                   | français                                                 | 1850                                                     | Guillaume Tourniaire                                     | Walter Le Mals                                           | Tiziano Santi ; Gabrielle Mayer                          | Hasmik Torosyan ; Valentina Mastrangelo                                                           |
| 2021  | Edmea                                                                                  | Catalani                                                 | italien                                                  | 1886                                                     | Francesco Cilluffo                                       | Julia Burbach                                            |                                                          | Anne Sophie Durprels ; Ivan Shcherbatykh, Raffaele Abete                                          |
| 2021  | I Capuleti e i Montecchi                                                               | Bellini                                                  | italien                                                  | 1830                                                     | Giuseppe Montesano                                       | Conor Hanratty                                           |                                                          | Anna Brady; Jade Phoenix                                                                          |
| 2022  | La tempesta                                                                            | Halévy                                                   | italien                                                  | 1850                                                     | Francesco Cilluffo                                       | Roberto Catalano                                         |                                                          | Nikolay Zemlianskikh ; Hila Baggio ; Giorgi Manoshvili ; Jade Phoenix                             |
| 2022  | Lalla-Roukh                                                                            | Félicien David                                           | français                                                 | 1862                                                     | Steven White                                             | Orpha Phelan                                             |                                                          | Gabrielle Philiponet ; Pablo Bemsch                                                               |
| 2022  | Armida                                                                                 | Antonín Dvořák                                           | tchèque                                                  | 1904                                                     | Norbert Baxa                                             | Hartmut Schorghofer                                      |                                                          | Jozef Benci ; Jennifer Davis                                                                      |
| 2022  | Cinderella                                                                             | Alma Deutscher                                           | anglais                                                  | 2015                                                     | Andrew Synnott (en)                                      | Davide Gasparro                                          |                                                          | Megan O'Neill ; Michael Bell ; Richard Shaffrey ; Ami Hewitt ; Corina Ignat                       |
| 2022  | The Master                                                                             | Alberto Caruso                                           | anglais                                                  | 2022                                                     |                                                          |                                                          |                                                          | Thomas Birch ; James Wafer ; Annabella-Vesela Ellis                                               |
| 2022  | The Spectre Knight (en)                                                                | Alfred Cellier                                           | anglais                                                  | 1878                                                     |                                                          |                                                          |                                                          | Thomas Bennett ; Monwabisi Lindi ; Matthew Nuttall                                                |
| 2023  | Zoraida di Granata                                                                     | Donizetti                                                | italien                                                  | 1822                                                     | Diego Ceretta                                            |                                                          |                                                          |                                                                                                   |
| 2023  | L'Aube rouge (en)                                                                      | Camille Erlanger                                         | français                                                 | 1911                                                     | Guillaume Tourniaire                                     |                                                          |                                                          |                                                                                                   |
| 2023  | La ciociara (de)                                                                       | Marco Tutino                                             | italien                                                  | 2015                                                     | Francesco Cilluffo                                       |                                                          |                                                          |                                                                                                   |
| 2024  | Le maschere                                                                            | Pietro Mascagni                                          | italien                                                  | 1901                                                     | Francesco Cilluffo                                       | Stefano Ricci                                            | Stefano Ricci                                            |                                                                                                   |

## Distinctions
- International Opera Award dans la catégorie « festival » (2017)[17].